# Бабії
Бабії́ — село в Україні, у Львівському районі Львівської області. Населення становить 230 осіб. Орган місцевого самоврядування — Добросинсько-Магерівська сільська рада.

## Історія
Село Бабії до 1989 року входило до складу села Окопи. В 1989 році з присілків села Окопи: Макари, Смалюхи, Лапчаки, Климки утворено нове село, яке названо Бабії.

## Видатні уродженці
- Волинець Дмитро Петрович (14.02.1972 - 2024) - старший солдат ЗСУ, загинув поблизу с. Синьківка, Куп'янського району, Харківської області. Поховали захисника 27.09.2024 в с. Лавриків.